# Портрет девушки с веером
«Портрет девушки с веером» — картина нидерландского художника Хендрика Корнелиса ван дер Влита из собрания Государственного Эрмитажа.
Картина написана масляными красками на деревянной основе, состоящей из трёх вертикально ориентированных досок. На нейтральном серо-коричневом фоне изображена молодая девушка в чёрной кружевной шапочке и в чёрном платье с плоским кружевным воротником-накидкой на плечах, скреплённом на груди брошью с жемчужными подвесками, и с белыми кружевными манжетами. В левой руке она держит сложенный веер. Справа внизу трудночитаемая надпись и дата: Aet … is 16…164[3 (или) 5], а ниже полустёртая подпись художника: H. van der. Vliet.
Цифра 16 в подписи картины означает возраст модели, её имя не установлено. Платье соответствует моде 1640-х годов. Также и китайский веер, по свидетельству И. А. Соколовой, является модным для своего времени аксессуаром, только-только завезённым из Франции, куда он попал из Китая. Соколова отмечает что «Пушистые пряди волос, обрамляющие лицо девушки, и лёгкая улыбка в углах губ — элементы, придающие стандартному изображению индивидуальный характер». Также она называет этот портрет одним из лучших в творчестве ван Влита.

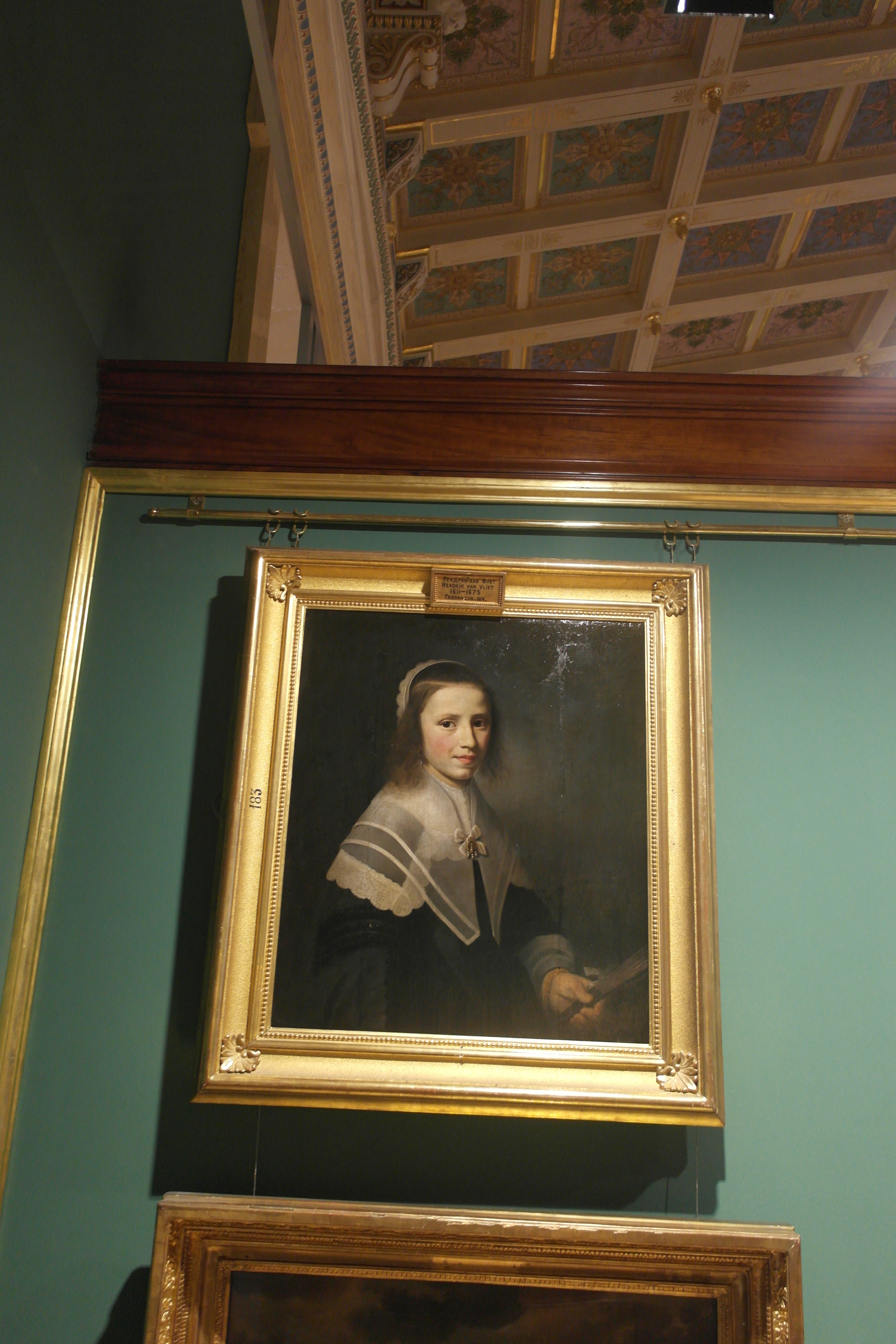
Картина в Шатровом зале Нового Эрмитажа

Ранняя история картины не установлена, в начале XX века она принадлежала П. П. Семёнову-Тян-Шанскому и в 1910 году, в составе всей его коллекции, была приобретена Министерством императорского двора для Эрмитажа и поступила в состав эрмитажного собрания в 1915 году.
Ю. И. Кузнецов в своём обзоре голландской живописи отмечал что «„Портрет молодой женщины“ и „Портрет девочки с веером“ показывают, что ван дер Влит, обучавшийся у Мирефелта, пытается отойти от примитивных решений учителя и обогатить традиции делфтского портрета».
Картина выставляется в Шатровом зале (зал 249) Нового Эрмитажа.